# Hamburgisches Magazin

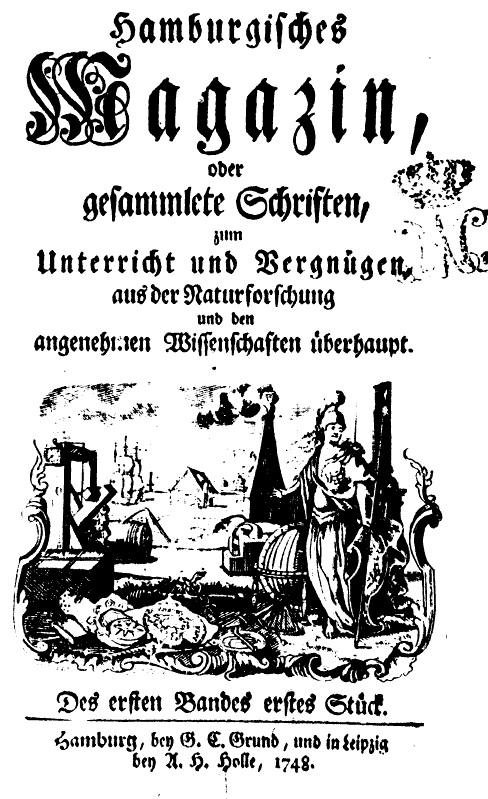
Hamburgisches Magazin

Hamburgisches Magazin oder gesammlete Schriften, zum Unterricht und Vergnügen, aus der Naturforschung und den angenehmen Wissenschaften überhaupt (Hamburski magazyn, lub Pisma zebrane w celach naukowych i rozrywkowych, dotyczące Przyrodoznawstwa i nauk w ogóle) – czasopismo wydawane w formie magazynu corocznego wzorowanego nieco na brytyjskim „Gentleman's Magazine”. 
Pismo wychodziło w Hamburgu od roku 1747 do 1763. Było naczelnym organem Oświecenia w tym mieście i jednym z najważniejszych pism naukowych w Niemczech.